# يانغ يو
يانغ يو (بالصينية: 杨槱) هو مهندس صيني، (و. 1917  م).